# Lanada
Se llama lanada a una especie de instrumento que sirve para limpiar y refrescar el alma de las piezas de artillería después de haberla disparado.
Consta de un asta o palo largo de más de 60 cm de largo con un pellejo de carnero churro liado en el extremo con la lana hacia afuera la cual se moja para introducirla en el cañón. 